# Distretto di Maintirano
Il distretto di Maintirano è un distretto del Madagascar situato nella regione di Melaky. Ha per capoluogo la città di Maintirano.
La popolazione del distretto è di 101 010 abitanti (censimento 2011).